# Handball League Playoffs 2024
Die Quickline Handball League Playoffs 2024 waren die Playoffs der Handball League 2023/24, der höchsten Spielklasse des Handballs der Männer in der Schweiz. Sie waren die 26. Playoffs der Handball League.

## Modus
Die Playoffs wurden im Best-of-Five-Modus ausgetragen.

### Viertelfinals
Der Erste spielte gegen den Letzten der Hauptrunde. Der Zweite gegen den Siebten usw.

### Halbfinals
Der Sieger des Viertelfinals 1 spielte gegen den Sieger des Viertelfinals 4.
Der Sieger des Viertelfinals 2 spielte gegen den Sieger des Viertelfinals 3.

### Final
Die Sieger der Halbfinals spielten um den Schweizer-Meister-Titel.

## Playoffs-Baum
|  | Viertelfinal | Viertelfinal             | Viertelfinal       | Viertelfinal | Viertelfinal | Viertelfinal | Viertelfinal     |                       |                       | Halbfinal | Halbfinal | Halbfinal | Halbfinal | Halbfinal | Halbfinal | Halbfinal |  |  | Final | Final | Final | Final | Final | Final | Final |
|  |              |                          |                    |              |              |              |                  |                       |                       |           |           |           |           |           |           |           |  |  |       |       |       |       |       |       |       |
|  | 1            | Kadetten Schaffhausen    | 34                 | 24           | 30           | 30           |                  |                       |                       |           |           |           |           |           |           |           |  |  |       |       |       |       |       |       |       |
|  | 8            | Wacker Thun              | 24                 | 26           | 23           | 26           |                  |                       |                       |           |           |           |           |           |           |           |  |  |       |       |       |       |       |       |       |
|  | 8            | Wacker Thun              | 24                 | 26           | 23           | 26           | 1                | Kadetten Schaffhausen | 35                    | 25        | 25        | 28        | 33        |           |           |           |  |  |       |       |       |       |       |       |       |
|  |              |                          |                    |              |              |              |                  | Kadetten Schaffhausen | 35                    | 25        | 25        | 28        | 33        |           |           |           |  |  |       |       |       |       |       |       |       |
|  |              | 4                        | Pfadi Winterthur   | 29           | 34           | 22           | 29               | 26                    |                       |           |           |           |           |           |           |           |  |  |       |       |       |       |       |       |       |
|  | 4            | 4                        | Pfadi Winterthur   | 29           | 34           | 22           | 29               | 26                    | Pfadi Winterthur      | 31        | 22        | 29        | 24        | 34 n. 2V. |           |           |  |  |       |       |       |       |       |       |       |
|  | 4            |                          |                    |              |              |              |                  |                       | Pfadi Winterthur      | 31        | 22        | 29        | 24        | 34 n. 2V. |           |           |  |  |       |       |       |       |       |       |       |
|  | 5            | HSC Suhr Aarau           | 23                 | 27           | 27           | 28           | 33               |                       |                       |           |           |           |           |           |           |           |  |  |       |       |       |       |       |       |       |
|  |              |                          |                    |              |              |              |                  | 1                     | Kadetten Schaffhausen | 30        | 30        | 28        | 27        | 32        |           |           |  |  |       |       |       |       |       |       |       |
|  |              | 2                        | HC Kriens-Luzern   | 32           | 29           | 26           | 33               | 25                    |                       |           |           |           |           |           |           |           |  |  |       |       |       |       |       |       |       |
|  | 2            | HC Kriens-Luzern         | 34                 | 36           | 34           |              |                  |                       |                       |           |           |           |           |           |           |           |  |  |       |       |       |       |       |       |       |
|  | 7            | BSV Bern                 | 31                 | 30           | 32           |              |                  |                       |                       |           |           |           |           |           |           |           |  |  |       |       |       |       |       |       |       |
|  | 7            | BSV Bern                 | 31                 | 30           | 32           | 2            | HC Kriens-Luzern | 29                    | 29                    | 32        | 28        | 24        |           |           |           |           |  |  |       |       |       |       |       |       |       |
|  |              |                          |                    |              |              |              |                  | 29                    | 29                    | 32        | 28        | 24        |           |           |           |           |  |  |       |       |       |       |       |       |       |
|  |              | 3                        | GC Amicitia Zürich | 26           | 31           | 27           | 35               | 21                    |                       |           |           |           |           |           |           |           |  |  |       |       |       |       |       |       |       |
|  | 3            | 3                        | GC Amicitia Zürich | 26           | 31           | 27           | 35               | 21                    | GC Amicitia Zürich    | 33        | 34        | 39        |           |           |           |           |  |  |       |       |       |       |       |       |       |
|  | 3            |                          |                    |              |              |              |                  |                       | GC Amicitia Zürich    | 33        | 34        | 39        |           |           |           |           |  |  |       |       |       |       |       |       |       |
|  | 6            | TSV St. Otmar St. Gallen | 25                 | 26           | 36           |              |                  |                       |                       |           |           |           |           |           |           |           |  |  |       |       |       |       |       |       |       |

## Spiele

### Viertelfinals

#### (1) Kadetten Schaffhausen gegen (8) Wacker Thun
Übersicht
| Samstag, 30. März 2024 18:45 Uhr | Kadetten Schaffhausen        | 34:24        | Wacker Thun                      | BBC Arena, Schaffhausen Zuschauer: 712 Schiedsrichter: Häner & Maurer |
| Samstag, 30. März 2024 18:45 Uhr | meiste Tore: Ríkharðsson (7) | (15:9)       | meiste Tore: Römer & Chernov (5) | BBC Arena, Schaffhausen Zuschauer: 712 Schiedsrichter: Häner & Maurer |
| Samstag, 30. März 2024 18:45 Uhr | Strafen: 1× 3× 1×            | Spielbericht | Strafen: 1× 4× 1×                | BBC Arena, Schaffhausen Zuschauer: 712 Schiedsrichter: Häner & Maurer |

- Cedric Manse (Wacker Thun) erhielt nach 14:49 min Spielzeit die Rote Karte (direkter Kopftreffer gegen Kristian Pilipović bei einem 7-Meter).[2]
- Jonas Schopper (Kadetten Schaffhausen) erhielt nach 22:25 min Spielzeit die Rote Karte.

| Freitag, 5. April 2024 19:30 Uhr | Wacker Thun            | 26:24        | Kadetten Schaffhausen         | Lachen, Thun Zuschauer: 1180 Schiedsrichter: Abalo & Maurer |
| Freitag, 5. April 2024 19:30 Uhr | meiste Tore: Manse (8) | (13:11)      | meiste Tore: Ríkharðsson (10) | Lachen, Thun Zuschauer: 1180 Schiedsrichter: Abalo & Maurer |
| Freitag, 5. April 2024 19:30 Uhr | Strafen: 1× 5×         | Spielbericht | Strafen: 1× 6×                | Lachen, Thun Zuschauer: 1180 Schiedsrichter: Abalo & Maurer |

| Montag, 8. April 2024 18:45 Uhr | Kadetten Schaffhausen  | 30:23        | Wacker Thun            | BBC Arena, Schaffhausen Zuschauer: 667 Schiedsrichter: Keiser & Zaugg |
| Montag, 8. April 2024 18:45 Uhr | meiste Tore: Maros (6) | (12:10)      | meiste Tore: Manse (5) | BBC Arena, Schaffhausen Zuschauer: 667 Schiedsrichter: Keiser & Zaugg |
| Montag, 8. April 2024 18:45 Uhr | Strafen: 1× 4×         | Spielbericht | Strafen: 1× 8×         | BBC Arena, Schaffhausen Zuschauer: 667 Schiedsrichter: Keiser & Zaugg |

| Donnerstag, 11. April 2024 19:30 Uhr | Wacker Thun               | 26:30        | Kadetten Schaffhausen       | Lachen, Thun Zuschauer: 1320 Schiedsrichter: Abalo & Maurer |
| Donnerstag, 11. April 2024 19:30 Uhr | meiste Tore: Faluvégi (6) | (14:15)      | meiste Tore: Martinović (7) | Lachen, Thun Zuschauer: 1320 Schiedsrichter: Abalo & Maurer |
| Donnerstag, 11. April 2024 19:30 Uhr | Strafen: 1× 4×            | Spielbericht | Strafen: 3× 1×              | Lachen, Thun Zuschauer: 1320 Schiedsrichter: Abalo & Maurer |

- Joan Cañellas (Kadetten Schaffhausen) erhielt nach 32:09 min Spielzeit die Rote Karte (Foul bei einem Gegenstoss).[3]

#### (4) Pfadi Winterthur gegen (5) HSC Suhr Aarau
Übersicht
| Donnerstag, 28. März 2024 19:00 Uhr | Pfadi Winterthur      | 31:23        | HSC Suhr Aarau                     | AXA-Arena, Winterthur Zuschauer: 1476 Schiedsrichter: Brunner & Salah |
| Donnerstag, 28. März 2024 19:00 Uhr | meiste Tore: Jud (10) | (16:13)      | meiste Tore: Willecke & Sarlos (5) | AXA-Arena, Winterthur Zuschauer: 1476 Schiedsrichter: Brunner & Salah |
| Donnerstag, 28. März 2024 19:00 Uhr | Strafen: 2× 5×        | Spielbericht | Strafen: 2× 7×                     | AXA-Arena, Winterthur Zuschauer: 1476 Schiedsrichter: Brunner & Salah |

| Montag, 1. April 2024 16:00 Uhr | HSC Suhr Aarau          | 27:22        | Pfadi Winterthur         | Sporthalle Schachen, Aarau Zuschauer: 1258 Schiedsrichter: Boshkoski & Stalder |
| Montag, 1. April 2024 16:00 Uhr | meiste Tore: Sarlos (9) | (10:15)      | meiste Tore: Leopold (9) | Sporthalle Schachen, Aarau Zuschauer: 1258 Schiedsrichter: Boshkoski & Stalder |
| Montag, 1. April 2024 16:00 Uhr | Strafen: 2× 8× 1×       | Spielbericht | Strafen: 1× 7×           | Sporthalle Schachen, Aarau Zuschauer: 1258 Schiedsrichter: Boshkoski & Stalder |

- Miloš Čučković (Torhütertrainer von HSC Suhr Aarau) erhielt nach 56:40 min Spielzeit die Blaue Karte.[5]

| Donnerstag, 4. April 2024 18:15 Uhr | Pfadi Winterthur          | 29:27        | HSC Suhr Aarau          | AXA-Arena, Winterthur Zuschauer: 1513 Schiedsrichter: Brunner & Salah |
| Donnerstag, 4. April 2024 18:15 Uhr | meiste Tore: Leopold (11) | (13:10)      | meiste Tore: Sarlos (5) | AXA-Arena, Winterthur Zuschauer: 1513 Schiedsrichter: Brunner & Salah |
| Donnerstag, 4. April 2024 18:15 Uhr | Strafen: 1× 6×            | Spielbericht | Strafen: 1× 3×          | AXA-Arena, Winterthur Zuschauer: 1513 Schiedsrichter: Brunner & Salah |

| Sonntag, 7. April 2024 16:00 Uhr | HSC Suhr Aarau                 | 28:24        | Pfadi Winterthur                       | Sporthalle Schachen, Aarau Zuschauer: 1133 Schiedsrichter: H. Albert & O. Albert |
| Sonntag, 7. April 2024 16:00 Uhr | meiste Tore: Aufdenblatten (6) | (14:10)      | meiste Tore: Tynowski & Hadj Sadok (5) | Sporthalle Schachen, Aarau Zuschauer: 1133 Schiedsrichter: H. Albert & O. Albert |
| Sonntag, 7. April 2024 16:00 Uhr | Strafen: 2× 7×                 | Spielbericht | Strafen: 1× 8×                         | Sporthalle Schachen, Aarau Zuschauer: 1133 Schiedsrichter: H. Albert & O. Albert |

| Mittwoch, 10. April 2024 18:15 Uhr | Pfadi Winterthur            | 34:33 n. 2. V.           | HSC Suhr Aarau                   | AXA-Arena, Winterthur Zuschauer: 1877 Schiedsrichter: H. Albert & O. Albert |
| Mittwoch, 10. April 2024 18:15 Uhr | meiste Tore: Jud & Lioi (8) | (9:13), (24:24), (28:28) | meiste Tore: Da Silva Ferraz (7) | AXA-Arena, Winterthur Zuschauer: 1877 Schiedsrichter: H. Albert & O. Albert |
| Mittwoch, 10. April 2024 18:15 Uhr | Strafen: 2× 7×              | Spielbericht             | Strafen: 1× 10×                  | AXA-Arena, Winterthur Zuschauer: 1877 Schiedsrichter: H. Albert & O. Albert |

#### (2) HC Kriens-Luzern gegen (7) BSV Bern
Übersicht
| Donnerstag, 28. März 2024 19:30 Uhr | HC Kriens-Luzern        | 34:31        | BSV Bern                 | Krauerhalle, Kriens Zuschauer: 850 Schiedsrichter: Boshkoski & Stalder |
| Donnerstag, 28. März 2024 19:30 Uhr | meiste Tore: Šipić (10) | (15:15)      | meiste Tore: Aellen (10) | Krauerhalle, Kriens Zuschauer: 850 Schiedsrichter: Boshkoski & Stalder |
| Donnerstag, 28. März 2024 19:30 Uhr | Strafen: 1× 3×          | Spielbericht | Strafen: 1× 5×           | Krauerhalle, Kriens Zuschauer: 850 Schiedsrichter: Boshkoski & Stalder |

| Montag, 1. April 2024 16:00 Uhr | BSV Bern                | 30:36        | HC Kriens-Luzern           | Mobiliar Arena, Gümligen Zuschauer: 1358 Schiedsrichter: Brunner & Salah |
| Montag, 1. April 2024 16:00 Uhr | meiste Tore: Aellen (9) | (13:20)      | meiste Tore: Langenick (6) | Mobiliar Arena, Gümligen Zuschauer: 1358 Schiedsrichter: Brunner & Salah |
| Montag, 1. April 2024 16:00 Uhr | Strafen: 2×             | Spielbericht | Strafen: 4×                | Mobiliar Arena, Gümligen Zuschauer: 1358 Schiedsrichter: Brunner & Salah |

| Donnerstag, 4. April 2024 18:15 Uhr | HC Kriens-Luzern       | 34:32        | BSV Bern                 | Krauerhalle, Kriens Zuschauer: 880 Schiedsrichter: Boshkoski & Stalder |
| Donnerstag, 4. April 2024 18:15 Uhr | meiste Tore: Šipić (9) | (17:15)      | meiste Tore: Aellen (10) | Krauerhalle, Kriens Zuschauer: 880 Schiedsrichter: Boshkoski & Stalder |
| Donnerstag, 4. April 2024 18:15 Uhr | Strafen: 1× 4×         | Spielbericht | Strafen: 7×              | Krauerhalle, Kriens Zuschauer: 880 Schiedsrichter: Boshkoski & Stalder |

#### (3) GC Amicitia Zürich gegen (6) TSV St. Otmar St. Gallen
Übersicht
| Donnerstag, 28. März 2024 18:15 Uhr | GC Amicitia Zürich                          | 33:25        | TSV St. Otmar St. Gallen | Saalsporthalle, Zürich Zuschauer: 500 Schiedsrichter: Abalo & Maurer |
| Donnerstag, 28. März 2024 18:15 Uhr | meiste Tore: Blättler, Bamert & Lapajne (5) | (14:11)      | meiste Tore: Pendic (9)  | Saalsporthalle, Zürich Zuschauer: 500 Schiedsrichter: Abalo & Maurer |
| Donnerstag, 28. März 2024 18:15 Uhr | Strafen: 1× 4×                              | Spielbericht | Strafen: 1× 3×           | Saalsporthalle, Zürich Zuschauer: 500 Schiedsrichter: Abalo & Maurer |

| Montag, 1. April 2024 14:00 Uhr | TSV St. Otmar St. Gallen        | 26:34        | GC Amicitia Zürich       | Kreuzbleiche, St. Gallen Zuschauer: 1480 Schiedsrichter: Keist & Winkler |
| Montag, 1. April 2024 14:00 Uhr | meiste Tore: Pendic & Braun (7) | (11:18)      | meiste Tore: Lapajne (9) | Kreuzbleiche, St. Gallen Zuschauer: 1480 Schiedsrichter: Keist & Winkler |
| Montag, 1. April 2024 14:00 Uhr | Strafen: 3× 4×                  | Spielbericht | Strafen: 7× 1×           | Kreuzbleiche, St. Gallen Zuschauer: 1480 Schiedsrichter: Keist & Winkler |

- Igor Cagalj (GC Amicitia Zürich) erhielt nach 20:08 min Spielzeit die Rote Karte.

| Donnerstag, 4. April 2024 18:45 Uhr | GC Amicitia Zürich     | 39:36        | TSV St. Otmar St. Gallen | Saalsporthalle, Zürich Zuschauer: 450 Schiedsrichter: A. Müller & S. Schaad |
| Donnerstag, 4. April 2024 18:45 Uhr | meiste Tore: Hayer (8) | (19:15)      | meiste Tore: Pendic (11) | Saalsporthalle, Zürich Zuschauer: 450 Schiedsrichter: A. Müller & S. Schaad |
| Donnerstag, 4. April 2024 18:45 Uhr | Strafen: 2× 4×         | Spielbericht | Strafen: 1× 3×           | Saalsporthalle, Zürich Zuschauer: 450 Schiedsrichter: A. Müller & S. Schaad |

### Halbfinals

#### (1) Kadetten Schaffhausen gegen (4) Pfadi Winterthur
Übersicht
| Sonntag, 14. April 2024 16:00 Uhr | Kadetten Schaffhausen      | 35:29        | Pfadi Winterthur         | BBC Arena, Schaffhausen Zuschauer: 848 Schiedsrichter: L. Hardegger & S. Hardegger |
| Sonntag, 14. April 2024 16:00 Uhr | meiste Tore: Hrachovec (9) | (18:17)      | meiste Tore: Leopold (9) | BBC Arena, Schaffhausen Zuschauer: 848 Schiedsrichter: L. Hardegger & S. Hardegger |
| Sonntag, 14. April 2024 16:00 Uhr | Strafen: 2×                | Spielbericht | Strafen: 1× 2×           | BBC Arena, Schaffhausen Zuschauer: 848 Schiedsrichter: L. Hardegger & S. Hardegger |

| Donnerstag, 18. April 2024 19:00 Uhr | Pfadi Winterthur      | 34:25        | Kadetten Schaffhausen        | AXA-Arena, Winterthur Zuschauer: 1929 Schiedsrichter: Brunner & Salah |
| Donnerstag, 18. April 2024 19:00 Uhr | meiste Tore: Lioi (9) | (15:13)      | meiste Tore: Ríkharðsson (6) | AXA-Arena, Winterthur Zuschauer: 1929 Schiedsrichter: Brunner & Salah |
| Donnerstag, 18. April 2024 19:00 Uhr | Strafen: 1× 3×        | Spielbericht | Strafen: 2× 3×               | AXA-Arena, Winterthur Zuschauer: 1929 Schiedsrichter: Brunner & Salah |

| Sonntag, 21. April 2024 16:00 Uhr | Kadetten Schaffhausen        | 25:22        | Pfadi Winterthur         | BBC Arena, Schaffhausen Zuschauer: 1602 Schiedsrichter: Boshkoski & Stalder |
| Sonntag, 21. April 2024 16:00 Uhr | meiste Tore: Ríkharðsson (9) | (14:11)      | meiste Tore: Leopold (9) | BBC Arena, Schaffhausen Zuschauer: 1602 Schiedsrichter: Boshkoski & Stalder |
| Sonntag, 21. April 2024 16:00 Uhr | Strafen: 1× 5×               | Spielbericht | Strafen: 6×              | BBC Arena, Schaffhausen Zuschauer: 1602 Schiedsrichter: Boshkoski & Stalder |

| Mittwoch, 24. April 2024 18:15 Uhr | Pfadi Winterthur     | 29:28        | Kadetten Schaffhausen  | AXA-Arena, Winterthur Zuschauer: 2000 Schiedsrichter: H. Albert & O. Albert |
| Mittwoch, 24. April 2024 18:15 Uhr | meiste Tore: Jud (7) | (16:12)      | meiste Tore: Maros (8) | AXA-Arena, Winterthur Zuschauer: 2000 Schiedsrichter: H. Albert & O. Albert |
| Mittwoch, 24. April 2024 18:15 Uhr | Strafen: 1× 3×       | Spielbericht | Strafen: 3×            | AXA-Arena, Winterthur Zuschauer: 2000 Schiedsrichter: H. Albert & O. Albert |

| Donnerstag, 2. Mai 2024 18:15 Uhr | Kadetten Schaffhausen  | 33:26        | Pfadi Winterthur      | BBC Arena, Schaffhausen Zuschauer: 2561 Schiedsrichter: Brunner & Salah |
| Donnerstag, 2. Mai 2024 18:15 Uhr | meiste Tore: Maros (8) | (15:10)      | meiste Tore: Jud (10) | BBC Arena, Schaffhausen Zuschauer: 2561 Schiedsrichter: Brunner & Salah |
| Donnerstag, 2. Mai 2024 18:15 Uhr | Strafen: 1× 3× 1×      | Spielbericht | Strafen: 3×           | BBC Arena, Schaffhausen Zuschauer: 2561 Schiedsrichter: Brunner & Salah |

- Zoran Markovic (Kadetten Schaffhausen) erhielt nach 49:18 min Spielzeit die Rote Karte.

#### (1) HC Kriens-Luzern gegen (3) GC Amicitia Zürich
Übersicht
| Sonntag, 14. April 2024 16:00 Uhr | HC Kriens-Luzern       | 29:26        | GC Amicitia Zürich        | Schulsportanlage Maihof, Luzern Zuschauer: 1100 Schiedsrichter: H. Albert & O. Albert |
| Sonntag, 14. April 2024 16:00 Uhr | meiste Tore: Šipić (8) | (13:13)      | meiste Tore: Popovski (7) | Schulsportanlage Maihof, Luzern Zuschauer: 1100 Schiedsrichter: H. Albert & O. Albert |
| Sonntag, 14. April 2024 16:00 Uhr | Strafen: 2× 5×         | Spielbericht | Strafen: 1× 7×            | Schulsportanlage Maihof, Luzern Zuschauer: 1100 Schiedsrichter: H. Albert & O. Albert |

| Donnerstag, 18. April 2024 18:15 Uhr | GC Amicitia Zürich                  | 31:29        | HC Kriens-Luzern       | Saalsporthalle, Zürich Zuschauer: 1002 Schiedsrichter: Abalo & Maurer |
| Donnerstag, 18. April 2024 18:15 Uhr | meiste Tore: Blättler & Lapajne (7) | (18:14)      | meiste Tore: Šipić (9) | Saalsporthalle, Zürich Zuschauer: 1002 Schiedsrichter: Abalo & Maurer |
| Donnerstag, 18. April 2024 18:15 Uhr | Strafen: 7×                         | Spielbericht | Strafen: 7×            | Saalsporthalle, Zürich Zuschauer: 1002 Schiedsrichter: Abalo & Maurer |

| Sonntag, 21. April 2024 16:00 Uhr | HC Kriens-Luzern       | 32:27        | GC Amicitia Zürich        | Krauerhalle, Kriens Zuschauer: 1050 Schiedsrichter: Brunner & Salah |
| Sonntag, 21. April 2024 16:00 Uhr | meiste Tore: Šipić (9) | (16:14)      | meiste Tore: Blättler (9) | Krauerhalle, Kriens Zuschauer: 1050 Schiedsrichter: Brunner & Salah |
| Sonntag, 21. April 2024 16:00 Uhr | Strafen: 3×            | Spielbericht | Strafen: 2× 5× 1×         | Krauerhalle, Kriens Zuschauer: 1050 Schiedsrichter: Brunner & Salah |

- Lukas Osterwalder (GC Amicitia Zürich) erhielt nach 53:39 min Spielzeit die Rote Karte (direkter Gesichtstreffer).[10]

| Mittwoch, 24. April 2024 18:15 Uhr | GC Amicitia Zürich       | 35:28        | HC Kriens-Luzern         | Saalsporthalle, Zürich Zuschauer: 1080 Schiedsrichter: Boshkoski & Stalder |
| Mittwoch, 24. April 2024 18:15 Uhr | meiste Tore: Lapajne (6) | (17:11)      | meiste Tore: Sigrist (9) | Saalsporthalle, Zürich Zuschauer: 1080 Schiedsrichter: Boshkoski & Stalder |
| Mittwoch, 24. April 2024 18:15 Uhr | Strafen: 4×              | Spielbericht | Strafen: 1× 3×           | Saalsporthalle, Zürich Zuschauer: 1080 Schiedsrichter: Boshkoski & Stalder |

| Donnerstag, 2. Mai 2024 18:15 Uhr | HC Kriens-Luzern       | 24:21        | GC Amicitia Zürich        | Krauerhalle, Kriens Zuschauer: 1050 Schiedsrichter: L. Hardegger & H. Hardegger |
| Donnerstag, 2. Mai 2024 18:15 Uhr | meiste Tore: Šipić (7) | (13:9)       | meiste Tore: Popovski (6) | Krauerhalle, Kriens Zuschauer: 1050 Schiedsrichter: L. Hardegger & H. Hardegger |
| Donnerstag, 2. Mai 2024 18:15 Uhr | Strafen: 1× 4× 1×      | Spielbericht | Strafen: 7× 1×            | Krauerhalle, Kriens Zuschauer: 1050 Schiedsrichter: L. Hardegger & H. Hardegger |

- Gion Hayer (GC Amicitia Zürich) erhielt nach 20:14 min Spielzeit die Rote Karte.
- Miloš Orbović (HC Kriens-Luzern) erhielt nach 20:14 min Spielzeit die Rote Karte.

### Final: Kadetten Schaffhausen (1)  gegen (2) HC Kriens-Luzern
Übersicht
| Montag, 20. Mai 2024 16:00 Uhr | Kadetten Schaffhausen  | 30:32        | HC Kriens-Luzern       | BBC Arena, Schaffhausen Zuschauer: 2023 Schiedsrichter: Abalo & Maurer |
| Montag, 20. Mai 2024 16:00 Uhr | meiste Tore: Maros (9) | (20:16)      | meiste Tore: Šipić (8) | BBC Arena, Schaffhausen Zuschauer: 2023 Schiedsrichter: Abalo & Maurer |
| Montag, 20. Mai 2024 16:00 Uhr | Strafen: 3×            | Spielbericht | Strafen: 2× 3×         | BBC Arena, Schaffhausen Zuschauer: 2023 Schiedsrichter: Abalo & Maurer |

| Donnerstag, 23. Mai 2024 18:15 Uhr | HC Kriens-Luzern       | 29:30        | Kadetten Schaffhausen                    | Krauerhalle, Kriens Zuschauer: 1050 Schiedsrichter: H. Albert & O. Albert |
| Donnerstag, 23. Mai 2024 18:15 Uhr | meiste Tore: Šipić (8) | (18:16)      | meiste Tore: Ríkharðsson & Pietrasik (6) | Krauerhalle, Kriens Zuschauer: 1050 Schiedsrichter: H. Albert & O. Albert |
| Donnerstag, 23. Mai 2024 18:15 Uhr | Strafen: 1× 4×         | Spielbericht | Strafen: 1× 6×                           | Krauerhalle, Kriens Zuschauer: 1050 Schiedsrichter: H. Albert & O. Albert |

| Sonntag, 26. Mai 2024 16:00 Uhr | Kadetten Schaffhausen        | 28:26        | HC Kriens-Luzern            | BBC Arena, Schaffhausen Zuschauer: 1901 Schiedsrichter: Brunner & Salah |
| Sonntag, 26. Mai 2024 16:00 Uhr | meiste Tore: Ríkharðsson (8) | (13:13)      | meiste Tore: Steenaerts (6) | BBC Arena, Schaffhausen Zuschauer: 1901 Schiedsrichter: Brunner & Salah |
| Sonntag, 26. Mai 2024 16:00 Uhr | Strafen: 1× 3×               | Spielbericht | Strafen: 4×                 | BBC Arena, Schaffhausen Zuschauer: 1901 Schiedsrichter: Brunner & Salah |

| Donnerstag, 30. Mai 2024 18:15 Uhr | HC Kriens-Luzern                    | 33:27        | Kadetten Schaffhausen | Stadthalle, Sursee Zuschauer: 2500 Schiedsrichter: Brunner & Salah |
| Donnerstag, 30. Mai 2024 18:15 Uhr | meiste Tore: Wolfisberg & Šipić (6) | (18:14)      | meiste Tore: Lier (6) | Stadthalle, Sursee Zuschauer: 2500 Schiedsrichter: Brunner & Salah |
| Donnerstag, 30. Mai 2024 18:15 Uhr | Strafen: 1× 3×                      | Spielbericht | Strafen: 1× 4×        | Stadthalle, Sursee Zuschauer: 2500 Schiedsrichter: Brunner & Salah |

| Sonntag, 2. Juni 2024 16:00 Uhr | Kadetten Schaffhausen        | 32–25        | HC Kriens-Luzern       | BBC Arena, Schaffhausen Zuschauer: 3500 Schiedsrichter: Brunner & Salah |
| Sonntag, 2. Juni 2024 16:00 Uhr | meiste Tore: Ríkharðsson (8) | (12–12)      | meiste Tore: Šipić (9) | BBC Arena, Schaffhausen Zuschauer: 3500 Schiedsrichter: Brunner & Salah |
| Sonntag, 2. Juni 2024 16:00 Uhr | Strafen: 1× 6× 1×            | Spielbericht | Strafen: 1× 5× 1×      | BBC Arena, Schaffhausen Zuschauer: 3500 Schiedsrichter: Brunner & Salah |

- Torben Matzken (Kadetten Schaffhausen) erhielt nach 39:46 min Spielzeit die Rote Karte (Tätlichkeit).
- Miloš Orbović (HC Kriens-Luzern) erhielt nach 41:55 min Spielzeit die Rote Karte (Unsportlichkeit).